# Dull (Perth and Kinross)

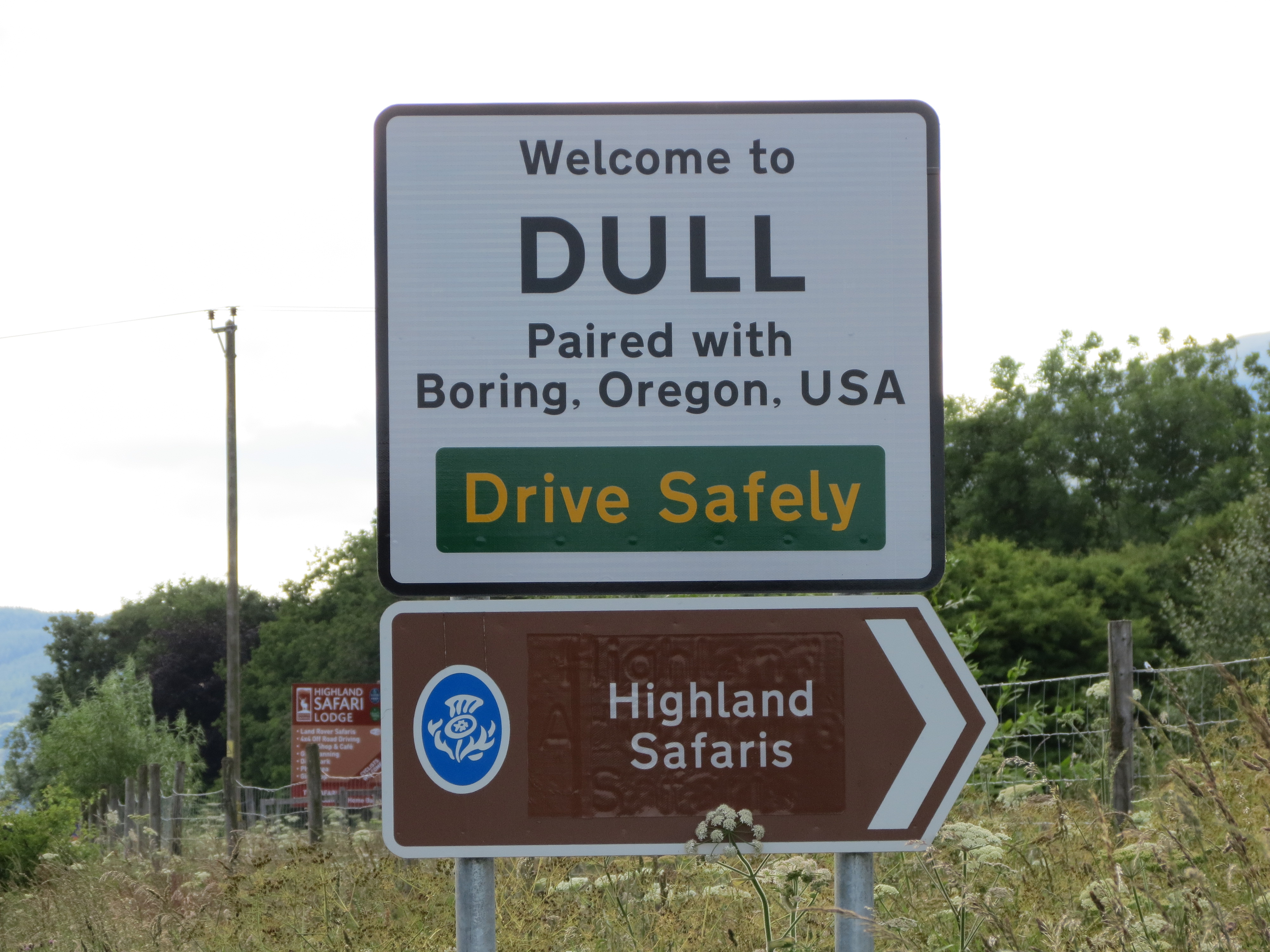
Ortsschild von Dull

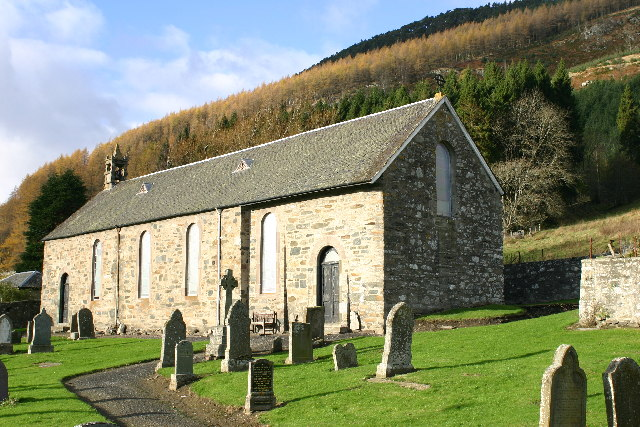
Kirche und Friedhof von Dull

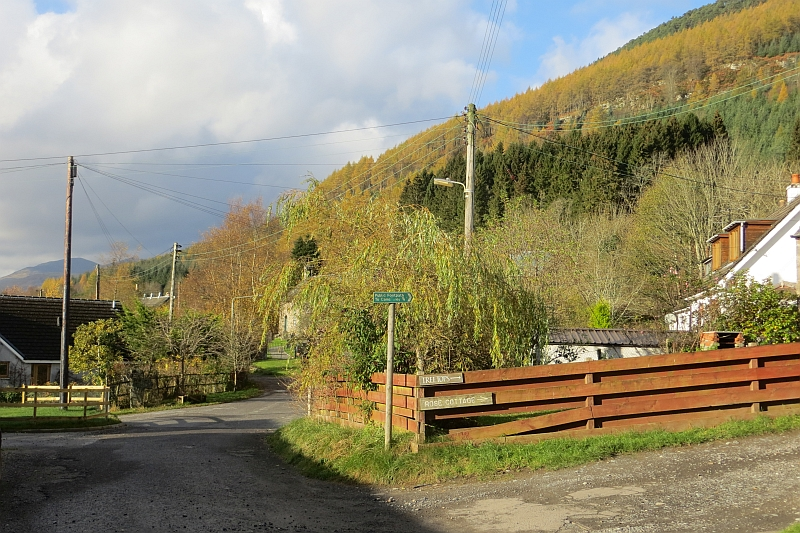
Straße und Häuser in Dull

Dull ist eine kleine Ortschaft, die im Norden von Schottland zwischen Inverness im Norden und Perth im Südosten in der Council Area Perth and Kinross liegt. Im Rahmen der historischen Gliederung Schottlands in Civil Parishes bildete es den Hauptort einer gleichnamigen Einheit, die zu Perthshire gehörte.

## Geographie
Dull liegt in der Nähe des nördlichen, linken Ufers des Flusses Tay. Die Gegend ist dünn besiedelt, nächstgrößere Ortschaft ist das im Südosten gelegene Aberfeldy.

## Historisches
Es gibt im Ort drei bauliche Objekte, die als Listed Building in unterschiedlichen Kategorien ausgewiesen sind und daher unter Denkmalschutz stehen. Es sind:
- die Kirche St Adamnan’s Parish Church[1] mit dem zugehörigen Friedhof[2] und dem ehemaligen Pfarrhaus.[3]

Das einzeln stehende Kreuz Dull Cross hatte zwischen 1971 und 2016 einen entsprechenden Status inne.

## Ortspartnerschaft
Seit 2012 besteht eine Partnerschaft mit dem deutlich größeren Boring in Oregon in den Vereinigten Staaten. Sie dient hauptsächlich der Förderung des Tourismus. Hintergrund der Auswahl ist, dass beide Ortsnamen in der englischen Sprache langweilig oder öde bedeuten können.